# دانته (بار)

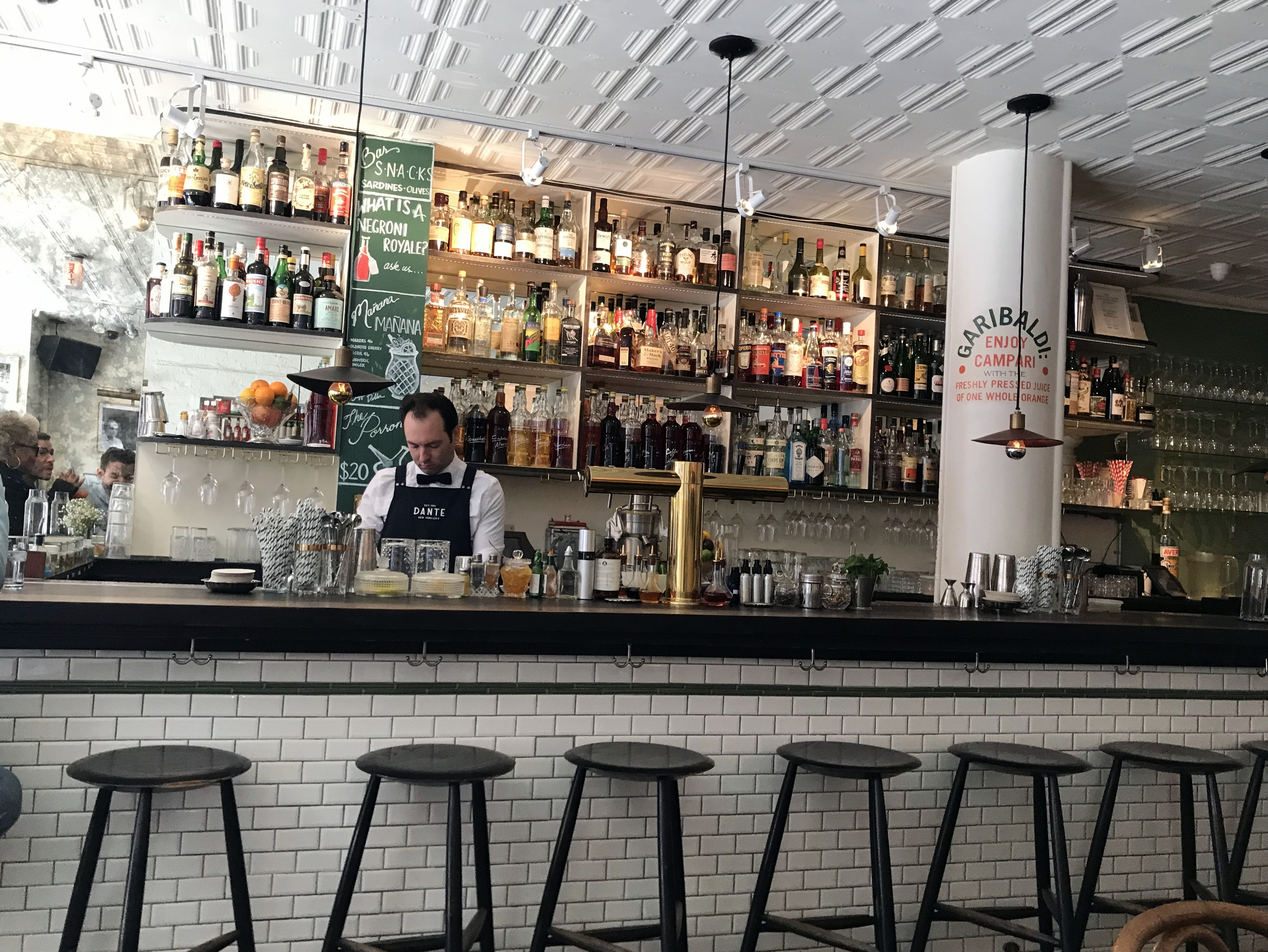
بار دانته

دانته (انگلیسی: Dante) که با نام دانته ان‌وای‌سی (انگلیسی: Dante NYC) هم شناخته می‌شود، یک کافه و بار کوکتل دست‌ساز در محله گرینیچ ویلج منهتن است. این مؤسسه در سال ۱۹۱۵ با نام اولیهٔ کافه دانته (یک قهوه‌خانه ایتالیایی) تأسیس شد.[۱] دانته در سال ۲۰۱۹، در جایگاه نخست ۵۰ بار برتر جهان، قرار گرفت.
کافه دانته، مکان مورد علاقه تبهکاران آمریکایی وینسنت جیگانته و جیمی لالی‌پاپس بود.